# Siemowit II de Mazovia
Siemowit II de Rawa (pl: Siemowit II rawski; 1283 – 18 de febrero de 1345), fue un príncipe polaco, miembro de la Casa de Piast, Duque de Varsovia y Liw durante 1310-1313, después de un nuevo reparto con sus hermanos desde 1313 gobernante de Rawa Mazowiecka, Sochaczew, Zakroczym, Gostynin, Ciechanów y Wizna, regente de Płock durante 1336–1340.
Era el primogénito de Bolesław II de Płock y su primera mujer Gaudemantė (Sophia), la hija del gran duque Traidenis de Lituania. Fue nombrado probablemente por su abuelo paterno, Siemowit I.

## Vida

### Comienzos de su reinado
Antes de su padre murió, en 1310 Siemowit II recibió los distritos de Varsovia y de Liw. Cuándo Bolesław II murió en 1313, el ducado de Mazovia fue dividido. Como hijo mayor, Siemowit II obtuvo la parte central de Mazovia, con Rawa Mazowiecka como su capital. Sus hermanos más jóvenes Trojden I y Wenceslaus recibieron, respectivamente Czersk y Płock. Esta división no satisfizo a ninguno de los tres y llevó a una breve guerra entre los tres hermanos en 1316. Aparte de una breve mención en el Roczniku miechowskim, los detalles exactos de este conflicto son desconocidos.

### Entre Vladislao I y la Orden teutónica
En términos de  política extranjera, Siemowit II intentó maniobrar hábilmente entre sus poderosos vecions: Vladislao I, la Orden teutónica, Lituania y Bohemia. Esto llevó, en la práctica, a frecuentes cambios de alianzas.
Inicialmente Siemowit II, junto con sus hermanos, confiaron en Vladislao I, junto al que en 1323 colocaron en el trono de Halych a su sobrino Bolesław Jerzy II (hijo de Trojden I). La continuación de esta colaboración se vería dos años después (1325) cuando los duques de Mazovia participaron en la coalición de Vladislao contra Brandenburgo.
En 1325 Siemowit II y Trojden  enviaron una carta al Papa para establecer la frontera oriental de su posesión a unas dos millas de Grodno (Oppidi quod dictur Grodno, ... Un terrarum nostrorum ad duas lencas postula). Más tarde aquel año, su hermano más joven Wenceslao concluyó una alianza con la Orden teutónica; Vladislao I atacó y saqueó Płock; sin embargo, este ataque y destrucción de parte de Mazovia no trajo el éxito esperado: Siemowit II y sus hermanos, sintiéndose amenazados por esta acción, decidieron firmar una alianza con Caballeros Teutónicos el 2 de enero de 1326 en la ciudad de Brodnica, por la que el Gran Maestre garantizaba a los duques de Mazovia su independencia y la integridad de sus dominios. Más aún, este conflicto creó un vínculo permanente entre los duques de Mazovia y los enemigos de Vladislao I —los Caballeros teutónicos y el Reino de Bohemia—, y provocó otro ataque del rey polaco al ducado de Płock hacia 1327 y la invasión de los lituanos a los territorios de Siemowit II.
En 1329 Siemowit II y sus hermanos inesperadamente decidieron para apoyar Władysław I y participaron en la guerra de Cuyavia contra los Caballeros teutónicos. Un año más tarde Siemowit II consiguió retirarse y mantenerse neutral. Este movimiento perjudicó al más joven de los hermanos, Wenceslaus de Płock, que después de otra invasión de su ducado fue forzado a presentar homenaje a Juan de Bohemia, y por tanto Siemowit II y Trojden I, temiendo sufrir el mismo destino que su hermano, decidieron mantenerse neutrales.
En 1333 la Orden teutónica (para obtener la alianza de los gobernantes mazovios) ofrecieron a Siemowit II el distrito de Brześć Kujawski, que habían recibido de Polonia a cambio de una alianza nueva; sin embargo, Siemowit declinó la oferta tomando definitivamente el bando de Vladislao I.
La conclusión de la "paz" eterna entre Polonia y la Orden teutónica (firmada en el Tratado de Kalisz el 8 de julio de 1343) alivió a Siemowit II, cuyo Ducado estaba en una situación incómoda entre los dos poderes. Como potencial sucesor Casimiro III el Grande, emitió también un documento por el que renunciaba a los derechos sobre Chełmno y Pomerania Oriental.
Siemowit II murió en Rawa el 19 de febrero de 1345 en su casa de Wiskitki cerca de Sochaczew. Fue enterrado, bien en la Catedral de Płockl (según Jan Długosz) o en el monasterio dominico de Warka (ahora destruido; según el Najstarszym opisie Mazowsza). No se casó ni tuvo descendencia, por lo que tras su muerte, su ducado fue dividido entre sus tres sobrinos supervivientes: Bolesław III, Siemowit III y Casimir I.